# Zanam Zindé
Zanam Zindé (tibétain : ཟ་ནལ་ཟིན་ལྡེ།, Wylie : za nal zin lde, THL : zanal zindé) fut le 16e tsenpo, un des rois mythiques[Quoi ?] du Tibet. 
Dans la constitution de l'administration du royaume, les fonctions de dalun, premier ministre, et d’anben, responsable de la collecte des impôts et tributs, auraient été créées par Zanam Zindé. 